# کریگ ویکتوری
کریگ ویکتوری (انگلیسی: Craig Victory؛ زادهٔ ۳ فوریه ۱۹۸۰) ورزشکار هاکی روی چمن اهل استرالیا است.